# Gabinet Earle’a Page’a
Gabinet Earle’a Page’a (ang. Page Ministry) – dwudziesty piąty gabinet federalny Australii, urzędujący od 7 do 26 kwietnia 1939 roku. Był pierwszym w historii gabinetem kierowanym przez polityka Partii Wiejskiej (CP).
Gabinet miał charakter całkowicie tymczasowy. Jego powstanie było związane z nagłą śmiercią premiera Josepha Lyonsa, który 7 kwietnia 1939 zmarł w wyniku ataku serca. Sytuacja taka oznaczała natychmiastowe zakończenie urzędowania przez działający od listopada 1937 czwarty gabinet Lyonsa, współtworzony przez Partię Zjednoczonej Australii (UAP) i Partię Wiejską. Pierwszym z tych ugrupowań kierował dotąd premier Lyons, a drugim minister gospodarki Earle Page. Po śmierci Lyonsa gubernator generalny Australii lord Gowrie mianował Page’a premierem federalnym, przy czym z góry ustalono, że jego urzędowanie potrwa tylko do chwili, gdy UAP - będąca większym partnerem koalicyjnym - wyłoni nowego lidera. Skład personalny gabinetu Page’a był identyczny z tym, w którym zakończył rządy ostatni gabinet Lyonsa, pomijając zmarłego premiera.
Page podał swój gabinet do dymisji 26 kwietnia, po niespełna trzech tygodniach, aby umożliwić zaprzysiężenie na premiera nowego przywódcy UAP Roberta Menziesa. W imieniu Partii Wiejskiej odmówił jednak odnowienia koalicji, w efekcie czego pierwszy gabinet Roberta Menziesa był gabinetem jednopartyjnym UAP.

## Skład
| stanowisko                                                 | członek gabinetu | partia |
| ---------------------------------------------------------- | ---------------- | ------ |
| premier                                                    | Earle Page       | CP     |
| minister gospodarki                                        | Earle Page       | CP     |
| minister spraw zagranicznych                               | Billy Hughes     | UAP    |
| minister przemysłu                                         | Billy Hughes     | UAP    |
| prokurator generalny                                       | Billy Hughes     | UAP    |
| minister skarbu                                            | Richard Casey    | UAP    |
| minister robót publicznych                                 | Harold Thorby    | CP     |
| minister lotnictwa cywilnego                               | Harold Thorby    | CP     |
| minister handlu i ceł                                      | John Perkins     | CP     |
| minister obrony                                            | Geoffrey Street  | UAP    |
| minister spraw wewnętrznych                                | John McEwen      | UAP    |
| wiceprzewodniczący Federalnej Rady Wykonawczej             | George McLeay    | UAP    |
| minister zdrowia                                           | Harry Foll       | UAP    |
| minister ds. repatriacji                                   | Harry Foll       | UAP    |
| minister poczty                                            | Archie Cameron   | CP     |
| minister bez teki, administrujący terytoriami zewnętrznymi | Eric Harrison    | UAP    |
| ministrowie bez teki                                       | Allan MacDonald  | UAP    |
| ministrowie bez teki                                       | Victor Thompson  | CP     |